# Ermita de Nuestra Señora de la Misericordia (Vinaroz)
La Ermita de Nuestra Señora de la Misericordia de Vinaroz, también conocida como Ermita de la de la Misericordia y San Sebastián, Ermita de San Sebastián o Ermita de los Santos Patrones, está dedicada a la Virgen de la Misericordia y en San Sebastián, patrones de la ciudad, y en Sant Antonio en la antigua advocación de la ermita primitiva . Este templo católico está situado en la cumbre de la colina de la Misericordia (Puig de la Misericordia), a 6 km de la población.
En el templo, Nuestra Señora de la Misericordia tiene dedicado el altar mayor, y San Sebastián y Sant Antoni, tienen cada cual una capilla lateral junto al transepto.
Este conjunto está calificado como Bien de Relevancia Local con la categoría de Monumento de Interés Local. En el expediente iniciado para la delimitación de la en torno a protección de la torre de los Moros situada al Monte de la Misericordia, la ermita queda incluida dentro de esta zona de protección.

## Historia
Previamente hubo una ermita dedicada a San Antonio en este mismo lugar antes del siglo XV, donde también se veneraba a la Virgen y los vecinos de los pueblos de los alrededores iban de romería.

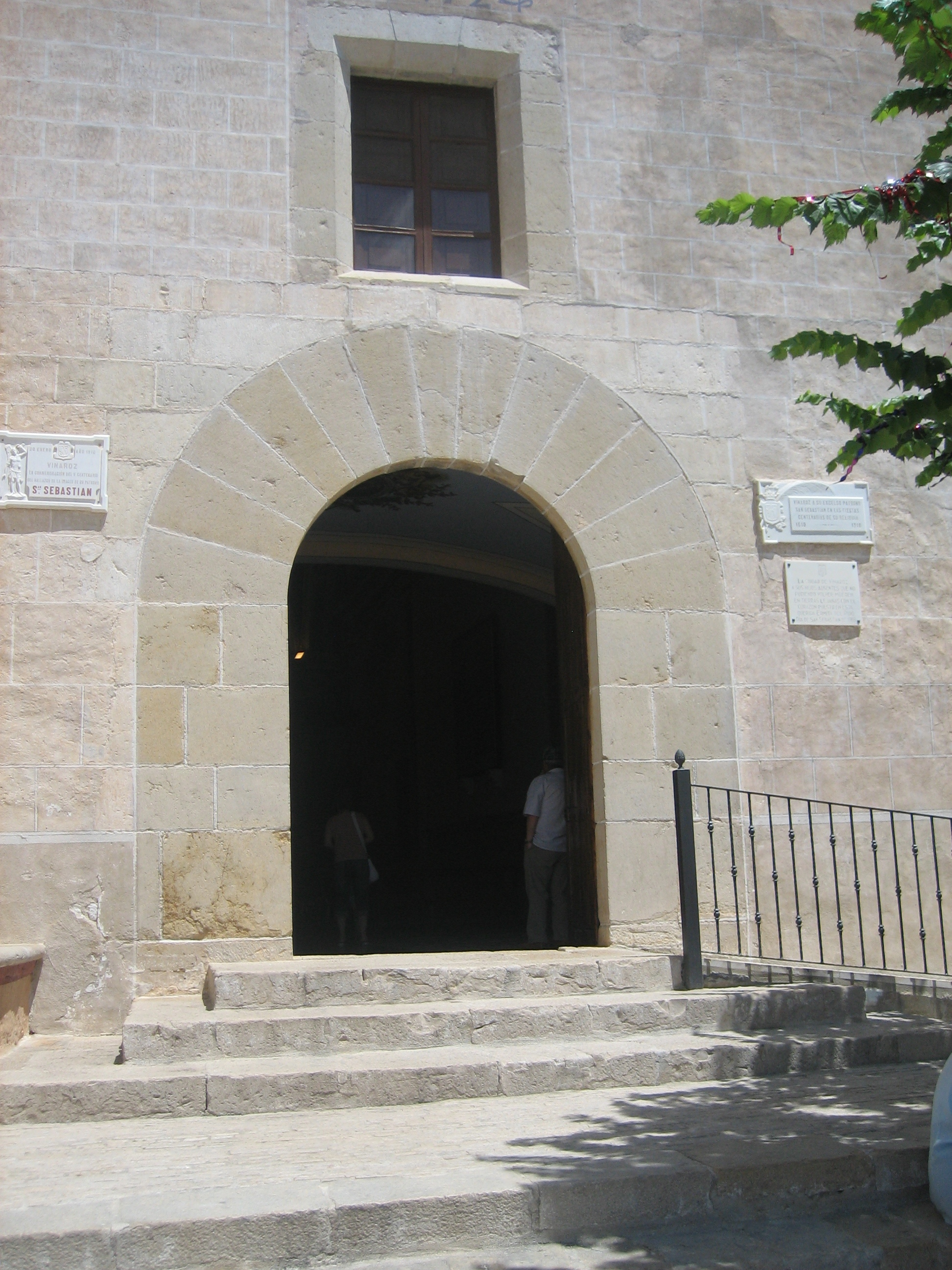
Portada de la ermita.

En el siglo XVI el recinto fue fortificado, se comienza la construcción de la hospedería y la ermita se reformó, y en el siglo XVII se hizo una reedificación de la ermita.
En el período entre 1715 y 1721 la ermita fue ampliada y modificada por los maestros de obras Juan Sánchez y José Pujol, añadiendo el crucero, el presbiterio y la sacristía. En 1722 se eleva la nave para situarla al mismo nivel que el transepto. Entre 1733 y 1734 Francisco y Ignacio Vergara realizaron el retablo mayor. Entre 1760 y 1763 se construyó el camarín de la Virgen. Y entre 1826 y 1827 Joaquín Oliet realizó la decoración al fresco de la nave, con la confección de dieciséis pinturas.
A finales de los años 90 del siglo XX, se abre una escuela taller creada en la misma ermita y se lleva a cabo una profunda rehabilitación, tanto del templo, de la hospedería, como los alrededores, con jardines, espacios recreativos y merenderos. Entre 1996 y 1998 se restauran las pinturas murales de la ermita.
La casa del ermitaño está rehabilitada como restaurante y desde septiembre de 2016 está pendiente de nueva licitación.

## Arquitectura

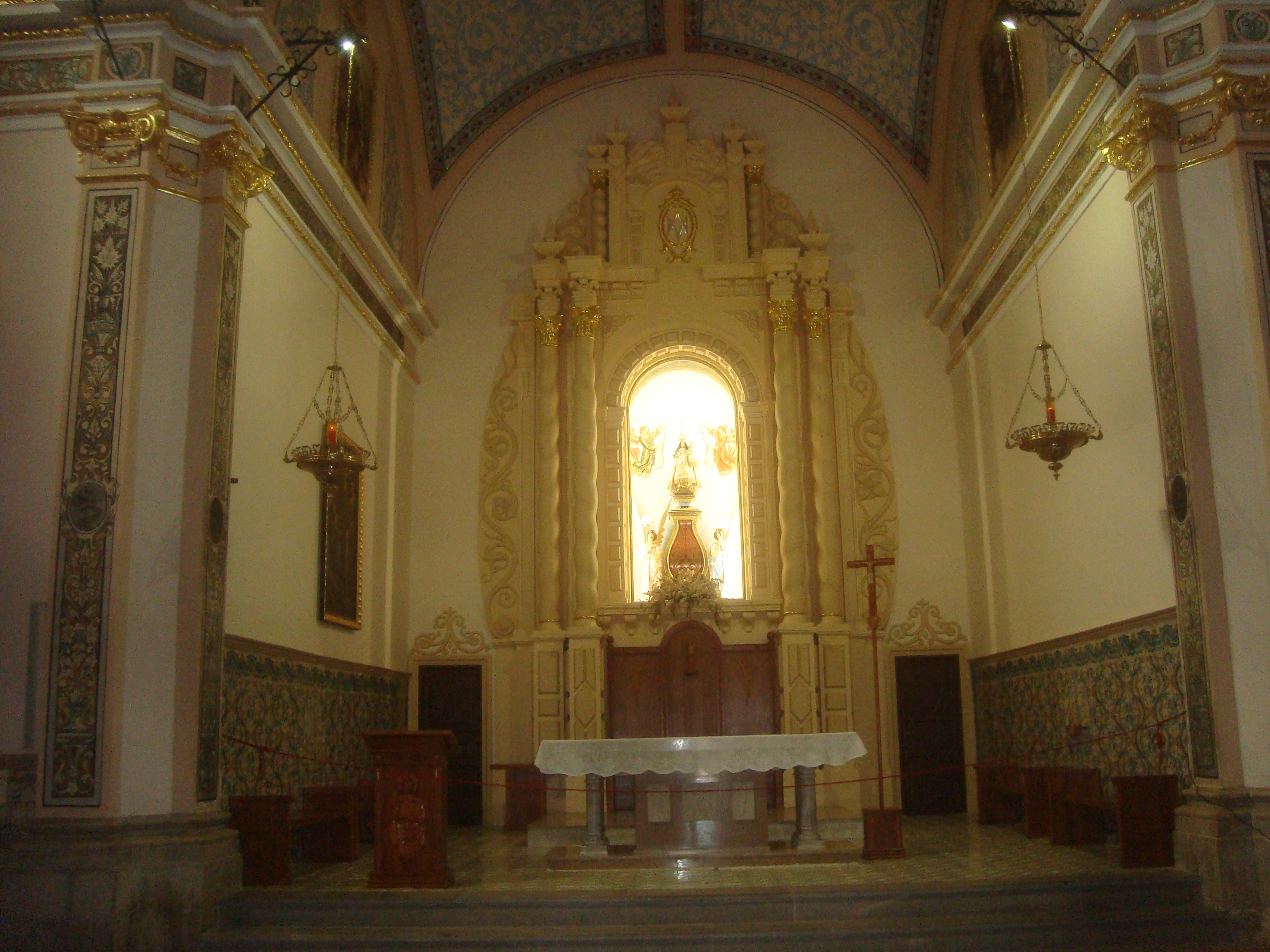
Ermita de Nuestra Señora de la Misericordia y de San Sebastián, Vinaroz.

El conjunto, cerrado con un muro, está compuesto por la ermita, flanqueada por la casa del ermitaño y por la hospedería, con una amplia plaza con dos pozos, el frente.
La hospedería tiene un porche -con arcos escarzanos al frente- cubierta con bóveda de crucería muy rebajada con clavos saliendo.
La planta del templo es de cruz latina, con arquitectura neoclásica de orden compuesto. Tiene una amplia nave de 7,20 m, de tres tramos, cubierta de bóveda de cañón con lunetos; con dos capillas laterales enfrentadas, de 3,10 por 4,10 m, entre contrafuertes; crucero con cúpula sin tambor ni linterna, presbiterio de cabecera recta y vuelta soplada; con sacristía y camarín detrás, este último cubierto por cúpula. A los pies de la iglesia, sobre la entrada, se sitúa el corazón.

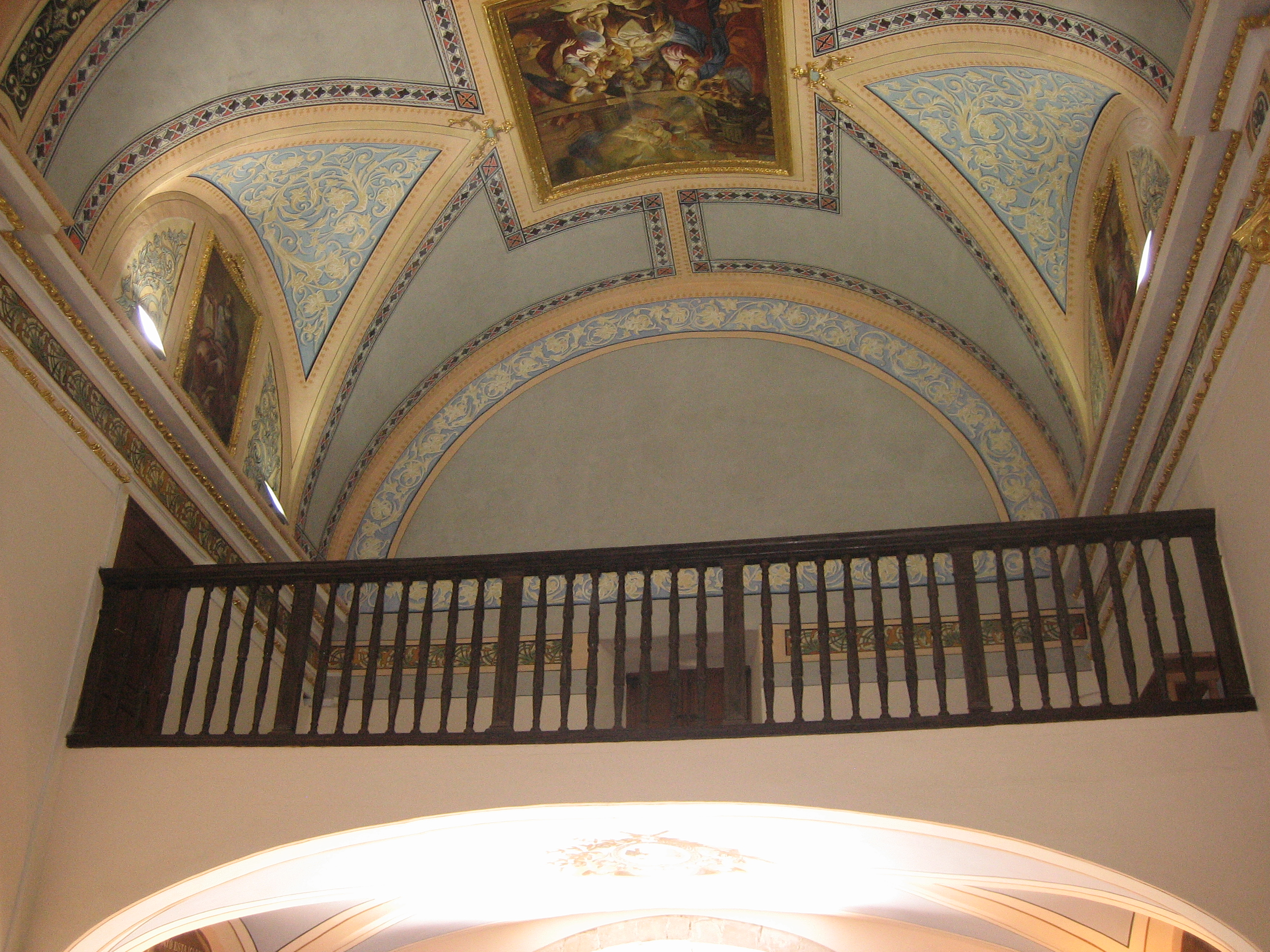
Coro de la ermita.

En el interior de la Iglesia se conservan toda una serie de murales cerámicos. En el pavimento central de la nave se encuentran unos grandes mosaicos de azulejería que muestran unas escenas bucólicas. Estos conjuntos cerámicos, del siglo XVIII, han sido atribuidos a la manufactura de Alcora. 

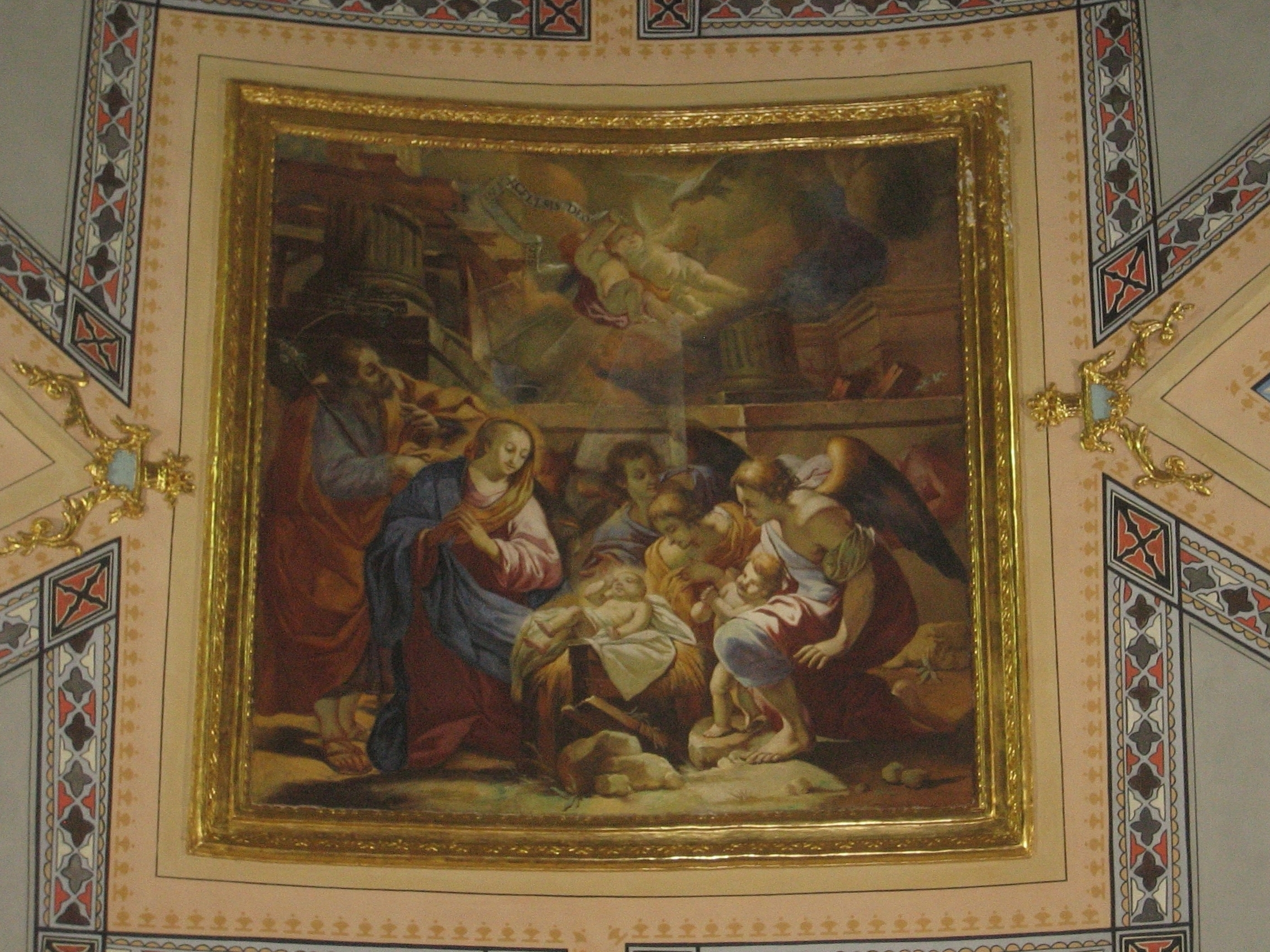
La Nativitat de Jesús, pintura de la bóveda de la nave de la ermita de la Virgen de la Misericordia de Vinaroz.

En el interior, Joaquín Oliet decora las vueltas, las pechinas de la cúpula y las lunetas, con un programa iconográfico relacionado con la Virgen: En la vuelta de la nave se representan escenas marianas del Nuevo testamento (La Natividad de Jesús, La Epifanía y La huida a Egipto), los pies en el crucero, continuadas en el presbiterio (La Presentación del Templo); en las pechinas del crucero, figuras femeninas del Antiguo Testamento, que simbolizan la Virgen (Judith, Jael, Rut y Miriam); y en las lunetas, figuras bíblicas, tanto masculinas como femeninas (Abraham, Jacob, Noé, David, Ester, Débora, Rebeca y Abigail).
La fachada presenta una sencilla puerta adintelada de medio punto, y por encima, una ventana, un reloj de sol, y en la cornisa, una espadaña.

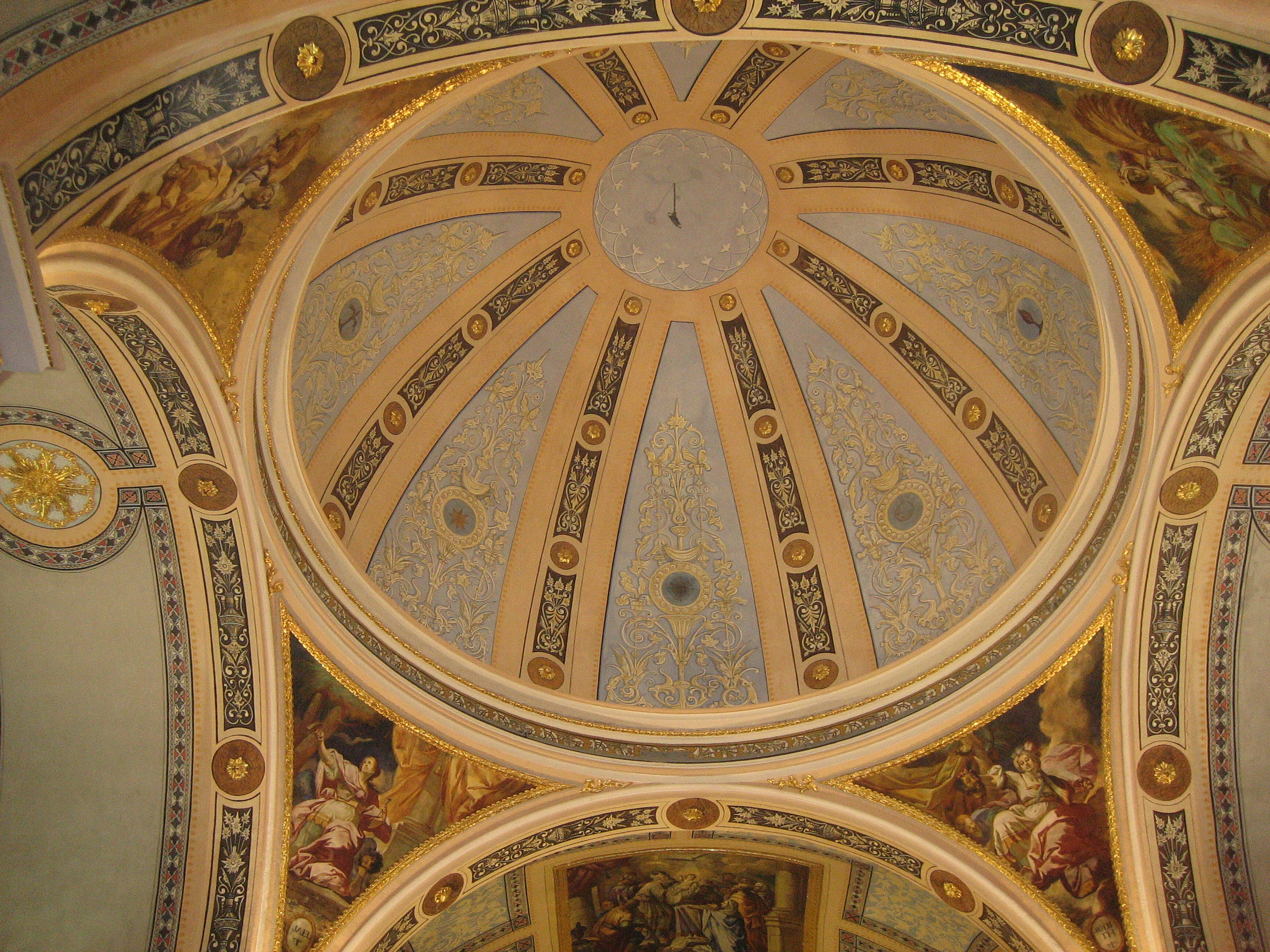
Cúpula del crucero de la ermita

## Fiestas y tradiciones
Tres veces se sube tradicionalmente al año a la ermita:
- Por San Antonio el 17 de enero;
- Por San Sebastián, el 20 de enero, se celebra una romería desde la iglesia Arciprestal, llevando el relicario con el dedo del santo.
- Por la Virgen de la Misericordia, el domingo siguiente a Pentecostés.

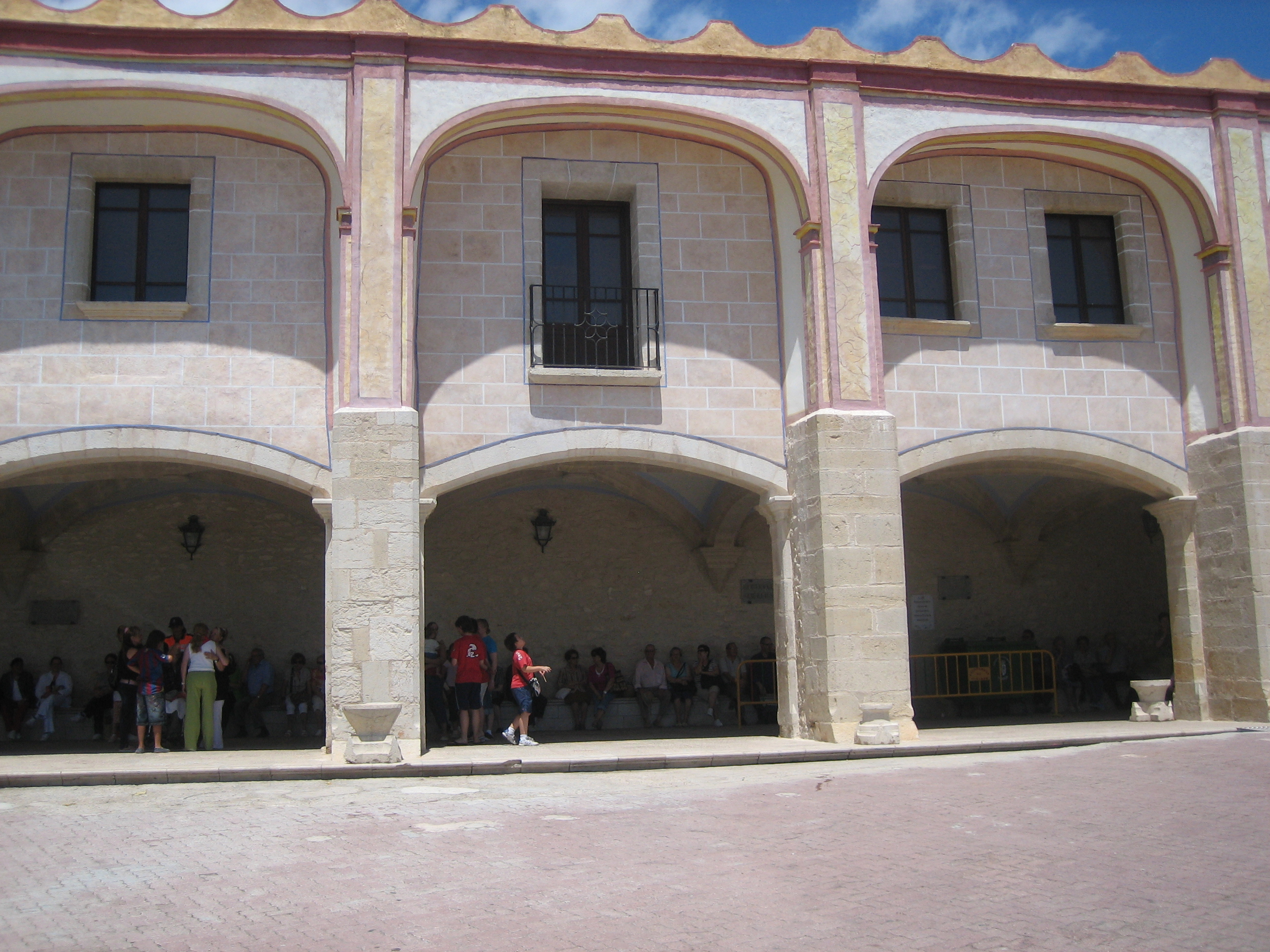
Hospedería de la ermita de la Virgen de la Misericordia y San Sebastián de Vinaroz (Castellón, España)

Por San Antonio y por la Virgen se reparten calderas de arroz a todos los asistentes,
La devoción a San Sebastián, según la tradición, comenzó en 1416, cuando tres peregrinos hicieron la imagen del santo, cerrados durante tres días, y al finalizar, estos habían desaparecido y sólo quedaba la imagen. Después en 1610, estuvo Juan Antonio Herrero de Pimentel navegando con un barco y llevando un relicario con el dedo del santo. Durante una fuerte tormenta ofrece la reliquia en el primer puerto donde llegue y éste resulta ser Vinaroz.
La devoción a la Virgen de la Misericordia ha tenido el reconocimiento del papado, así Clemente VIII, en 1593 y Benedicto XIII, en 1726, conceden jubileos e indulgencias plenarias.
